# ホセ・エチェガライ・イ・アイサギレ

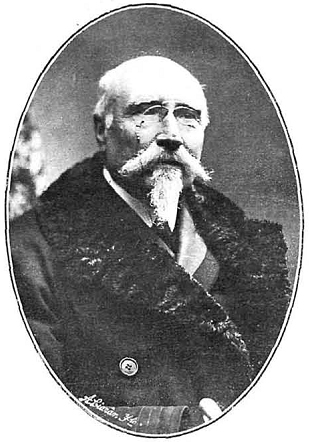
晩年のホセ・エチェガライ

ホセ・エチェガライ・イ・エイサギーレ（スペイン語:José Echegaray y Eizaguirre、1832年4月19日 - 1916年9月4日）は、スペイン・マドリード出身の劇作家。代表作に思うように作品を書けない作家の主人公エルネスト、彼の庇護者で「第二の父」と自称するドン・フリアン、その妻である若き女性テオドーラを巡った三角関係で世間（媒）から非難を受けて家庭崩壊していく悲劇的な戯曲『恐ろしき媒』がある。
しばしば「ロマン主義最後の劇作家」と評され、1904年に「独創的で個性的な手法でスペインの演劇の偉大な伝統を復活させた、数多くの鮮やかな構成物に対して」という業績でフランス・プロヴァンスの作家フレデリック・ミストラルと共にスペイン人として初めてノーベル文学賞を受賞した。しかし本来、1904年のノーベル文学賞は少数言語で作品を書く作家に対して送られるものとして、同じくプロヴァンス語という少数言語で執筆活動を続けるフレデリック・ミストラルと共にカタルーニャ語で執筆活動を行っていた同国の作家アンジャル・ギマラーにノーベル賞が与えられるはずだったが、当時のスペイン中央政府の圧力によってギマラーの受賞は困難となり、ギマラーの代わりとして当時劇作家や政治家としても名を馳せていたホセ・エチェガライが同年のノーベル文学賞を受賞したのであった。
劇作家になるまでは土木工学者、経済学者、政治家としても活躍しており、特に数学者や物理学者としてはスペインにガロア理論、幾何学、楕円関数を紹介し、同国の数学者フリオ・レイ・パストルから「スペインの数学は1865年とエチェガライから始まる」と言われた。
1872年12月19日から1873年2月24日、1874年1月4日から同年5月13日、1905年7月18日から同年12月1日まで3期に渡ってスペインの財務大臣を務め、特に2期目の1874年には、第三次カルリスタ戦争や第一次キューバ独立戦争の影響で財政の悪化に苦しむスペイン銀行に対して紙幣発行の独占権を与えており、スペイン銀行が国立中央銀行として現在も続くきっかけを作っている。また2期目の財務大臣を務めている1874年にホルヘ・アヤセーカというペンネームで『割符帳』を著して作家デビューを果たした。
また、弟のミゲル・エチェガライ・イ・エイサギーレもホセ・エチェガライと同じく劇作家として活躍した。

## 生涯
1832年4月19日、スペインのマドリードでアラゴン出身で医者だった父、ナバーラ出身の母との間に生まれる。ムルシアで幼少期を送り、地元のコレジオ（es:Antiguo Colegio de Teólogos de San Isidoro）で初等教育を受けた。ここで学んだ数学に感銘を受けて数学を愛するようになったとされている。幼少期はホメロス、ヨハン・ヴォルフガング・フォン・ゲーテ、オノレ・ド・バルザックを好み、カール・フリードリヒ・ガウス、アドリアン＝マリ・ルジャンドル、ジョゼフ＝ルイ・ラグランジュといった数学者の本を読んで過ごした。
1848年9月28日、トレドに両親と旅行していた際に弟のミゲル・エチェガライが生まれる。一旦マドリードに戻って土木工学の学位を修得した後、アルメリアとグラナダに派遣されて教鞭を執った。1854年からはEscuela Técnica Superior de Ingenieros de Caminos, Canales y Puertosで秘書を務める傍ら、水理学、図法幾何学、微分法、物理学を教えた。1868年までEscuela Técnica Superior de Ingeniería Civilでも教鞭を執っていた。1867年にはスペインにフランスの数学者ミシェル・シャルルの幾何学を紹介した数学書『高等幾何学入門』を著している。やがて数学者や物理学者としての業績を評価されたホセ・エチェガライはスペイン王立科学アカデミーの会員になり、就任演説ではスペインにおける数学の歴史について述べた。
1872年12月19日から1873年2月24日、1874年1月4日から同年5月13日、1905年7月18日から同年12月1日まで3期に渡ってスペインの財務大臣を務めた。この時、戦争で苦しむスペイン銀行に対して独占権を与え、国立中央銀行として機能するきっかけを作っている。またホルヘ・アヤセーカというペンネームで劇作家としてデビューしたのもホセ・エチェガライが財務大臣を務めている時であった。
3期に渡る財務大臣を経てからは政界から退き、本格的に劇作家として執筆活動を行うようになった。特に1877年に著した、自身の財産を正しい持ち主に返そうとして周囲の人々に狂人扱いされる主人公を描いた戯曲『狂か聖か（O locura o santidad）』で劇作家としての地位を確立した。
1892年にはアレクサンドル・デュマ・フィスやヘンリック・イプセンに影響を受けて道徳的な問題を扱った『ドン・ファンの息子』を著した。1888年にはスペインの文芸協会であるアテネオ・デ・マドリード会長、1894年から1896年、1901年から亡くなる1916年までレアル・アカデミア・エスパニョーラ会長など、国民的劇作家として様々な役職の頭取を歴任した。
1904年に「独創的で個性的な手法でスペインの演劇の偉大な伝統を復活させた、数多くの鮮やかな構成物に対して」という業績でフランス・プロヴァンスの作家フレデリック・ミストラルと共にスペイン人として初めてノーベル文学賞を受賞。同国の解剖学者で1906年にイタリアの内科医カミッロ・ゴルジと共にノーベル生理学・医学賞を受賞するサンティアゴ・ラモン・イ・カハールの提案により、レアル・アカデミア・エスパニョーラは1907年にエチェガライ・メダルを創設し、その第一回受賞者としてホセ・エチェガライ自身に賞が与えられた。
1916年9月4日に出生地でもあるマドリードで没した。スペイン演劇の重鎮として君臨したホセ・エチェガライの業績は現在もなお、マドリードの小さな通り「エチェガライ通り（元々はロボ通りという名称であったがホセ・エチェガライの業績を讃えて改称された）」として残っており、1846年に同国の実業家であるフアン・ロエベ・ラッテがエチェガライ通りで店を構えたことから、革製品で有名なファッションブランド「ロエベ」の創業地として知られている。

## 作品
その生涯に60編以上の戯曲を残した。一般的にホセ・エチェガライの戯曲についてスペイン文学者の会田由は「根が技術者だけに、戯曲の筋立ては巧みで観客を感動させる空想力にも欠けていなかったが、欠点は性格が描けなかったことと、あまりにも誇張的な効果を狙ったことなどであろう。」と述べている。また同じくスペイン文学者の桑名一博は「一般的には新ロマン主義劇作の代表者だが、その本質はメロドラマ作家である」と説明している。

### 数学書・物理学書
- 1858年、『Cálculo de variaciones』
- 1865年、『平面幾何学の問題（Problemas de geometría plana）』
- 1865年、『解析幾何学の問題（Problemas de geometría analítica）』
- 1867年、『Teorías modernas de la física』
- 1867年、『高等幾何学入門（Introducción a la geometría superior）』
- 1868年、『Memoria sobre la teoría de los determinantes』
- 1868年、『Tratado elemental de termodinámica』
- 1897年、『Resolución de ecuaciones y teoría de Galois』

### 文学作品
全て網羅はしていない。また日本語訳された作品や邦題があるものについては記述する。
| - 1874年、『割符帳（El libro talonario）』 - 処女作 - 1874年、『復讐者の妻（La esposa del vengador）』 - 1875年、『La última noche』 - 1875年、『En el puño de la espada』 - 1876年、『Un sol que nace y un sol que muere』 - 1876年、『Cómo empieza y cómo acaba』 - 1876年、『El gladiador de Revens』 - 1876年、『Locura o santidad』 - 1877年、『狂か聖か（O locura o santidad）』 - 出世作 - 1877年、『Iris de paz』 - 1877年、『Para tal culpa, tal pena』 - 1877年、『Lo que no puede decirse』 - 1878年、『En el pilar y en la cruz』 - 1878年、『Correr en pos de un ideal』 - 1878年、『Algunas veces aquí』 - 1879年、『Morir por no despertar』 - 1879年、『死の懐で（En el seno de la muerte）』 - 1879年、『Bodas trágicas』 - 1879年、『Mar sin orillas』 - 1880年、『死を唇に（La muerte en los labios）』 - 1881年、『恐ろしき媒（El gran Galeoto）』 - 代表作 - 1881年、『Haroldo el normando』 | - 1881年、『Los dos curiosos impertinentes』 - 1882年、『Conflicto entre dos deberes』 - 1884年、『Un milagro en Egipto』 - 1884年、『Piensa mal ¿y acertarás?』 - 1889年、『Manantial que no se agota』 - 1889年、『Los rígidos』 - 1890年、『Siempre en ridículo』 - 1891年、『El prólogo de un drama』 - 1892年、『マリアナ (戯曲)（Mariana）』 - 1892年、『ドン・ファンの息子（El hijo de Don Juan）』 - 1893年、『El poder de la impotencia』 - 1893年、『A la orilla del mar』 - 1894年、『La rencorosa』 - 1895年、『es:Mancha que limpia』 - 1895年、『El estigma』 - 1896年、『Amor salvaje』 - 1897年、『es:La calumnia por castigo』 - 1898年、『El hombre negro』 - 1898年、『Silencio de muerte』 - 1900年、『El loco de Dios』 - 『Lances entre caballeros』 |